# Скоромная пища
Скоро́мная пища (устар. ско́ром, от праслав. *skormъ — «жир») — продовольственные продукты, в состав которых входит пища от теплокровных животных (птиц и млекопитающих):
- мясо;
- субпродукты (потроха или ливер);
- животный жир (сало, курдюк);
- молоко, молочные и кисломолочные продукты, сливочное масло;
- яйца;
- а также содержащие их блюда и кондитерские изделия.

Скоромная пища обычно не употребляется во время христианских религиозных постов.
Дни, в которые верующим разрешается принятие скоромной пищи, называются «скоромными днями», а принять эту пищу в постный день — «оскоромиться».